# Edmund Schiefeling

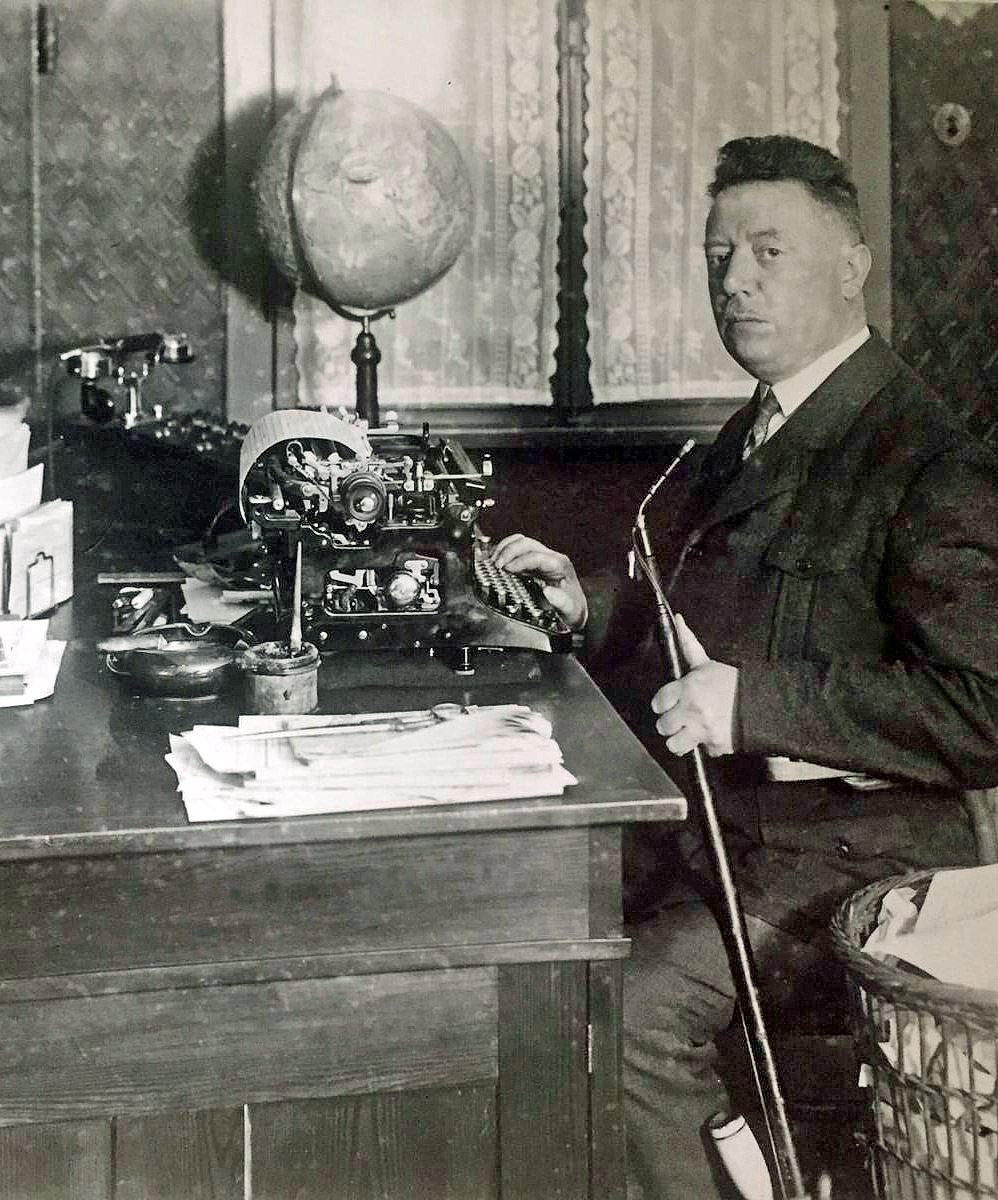
Edmund Schiefeling an seinem Schreibtisch um 1932

Edmund Schiefeling (* 19. Januar 1882 in Engelskirchen; † 14. März 1947 ebenda) war ein deutscher Zeitungsverleger, Journalist und Bürgermeister des Amtes Engelskirchen.

## Leben
Edmund Schiefeling wurde 1882 geboren. Er wuchs in Engelskirchen auf, besuchte die Volksschule und machte anschließend eine kaufmännische Lehre bei der Holzwollefabrik Offermann. Nach zwei Jahren fand er eine Stelle in einem Kleinbahnbüro. Von dem Zeitpunkt an, als sein Vater eine Druckerei gründete, arbeitete er in dessen Betrieb mit. Zunächst übernahm er die „kleine Buchhaltung“  der Setzerei, später wurde er Journalist und Redakteur der Zeitung Bergische Wacht im Verlag. Als Gegner des Nationalsozialismus bedroht, floh er Ende der 1930er Jahre zunächst in das Rheinland und später nach Holland. Nach seiner zwischenzeitlichen Rückkehr nach Engelskirchen wurde er innerhalb von sieben Monaten in fünf Gefängnissen inhaftiert; zunächst im Klingelpütz, später im Lager Hochkreuz und im KZ Kemna.
Schiefeling erlitt am 10. März 1947 während einer Sitzung des Gemeinderats einen Schlaganfall, an dessen Folge er vier Tage später starb. An seiner Beerdigung am 18. März 1947 auf dem Gemeindefriedhof nahmen neben vielen Engelskirchenern Vertreter der britischen Militärregierung von Köln und Bergisch Gladbach teil.
Er war verheiratet und hatte fünf Kinder.

## Wirken
Ab dem 1. November 1912 war er Journalist und Redakteur der Zeitung Bergische Wacht, nach dem Tod seines Vaters ab 1917 auch deren Herausgeber.
Die von seinem Vater, Josef Schiefeling, 1907 gegründete Zeitung hatte zunächst „Tremonia“ heißen sollen. Aufgrund der liberalen politischen Ausrichtung entschied Josef Schiefeling jedoch, sie „Bergische Wacht“ zu nennen. 1917 übernahm der Schiefeling-Verlag die Overather Druckerei und gab fortan das Overather Volksblatt als Nebenausgabe der Bergischen Wacht heraus. Die Zeitung erschien als Lokalausgabe auch als Mucher Tageblatt, bis 1913 an drei Wochentagen, danach sechsmal wöchentlich.
Da die Zeitung als systemkritisch galt, wurde Edmund Schiefeling mehrfach bedrängt. So musste die Zeitung 1916 nach Kritik des Landrats Friedrich Knoll mit Leerfeldern versehen werden und erschien eine Zeitlang nicht mehr, wurde aber währenddessen mit gleichem Inhalt als „Lindlarer Zeitung“  vertrieben.
Die Zeitung blieb bei ihrer Linie. Über die erste große Wahlveranstaltung des prominenten Nationalsozialisten Robert Ley 1929 in Engelskirchen, die in einer  Saalschlacht mit Gegnern der NSDAP endete, brachte Schiefeling einen kritischen Bericht unter der Überschrift: „Der Zirkus des Dr. Ley“.
In der Jubiläumsausgabe der Bergischen Wacht 1932 fand sich der Bericht „Vom Kampf mit dem Drachen Zensur“. Er kritisierte unter anderem, dass der Zeitung zwar strikt verboten war, über die Lebensmittelknappheit in Deutschland zu berichten, aber gezwungen werden sollte, einen vorgefertigten Bericht über „Hungersnot in England“ zu drucken.
Ende der 1930er Jahre erreichten Schiefeling mehrere Warnungen, ein Schlägertrupp der SA plane, Druckerei und Verlag heimzusuchen und sein Leben sei in Gefahr. Zusammen mit seinem Bruder Josef floh Edmund Schiefeling nach Holland. Bei seiner Rückkehr wurde er mehrfach inhaftiert. 1941 musste der Vertrieb der Zeitung eingestellt werden.
Im März 1945 dokumentierte Schiefeling die Folgen der Bombardierung Engelskirchens mit einer Serie von Fotos, die er unmittelbar nach den Angriffen aufnahm.

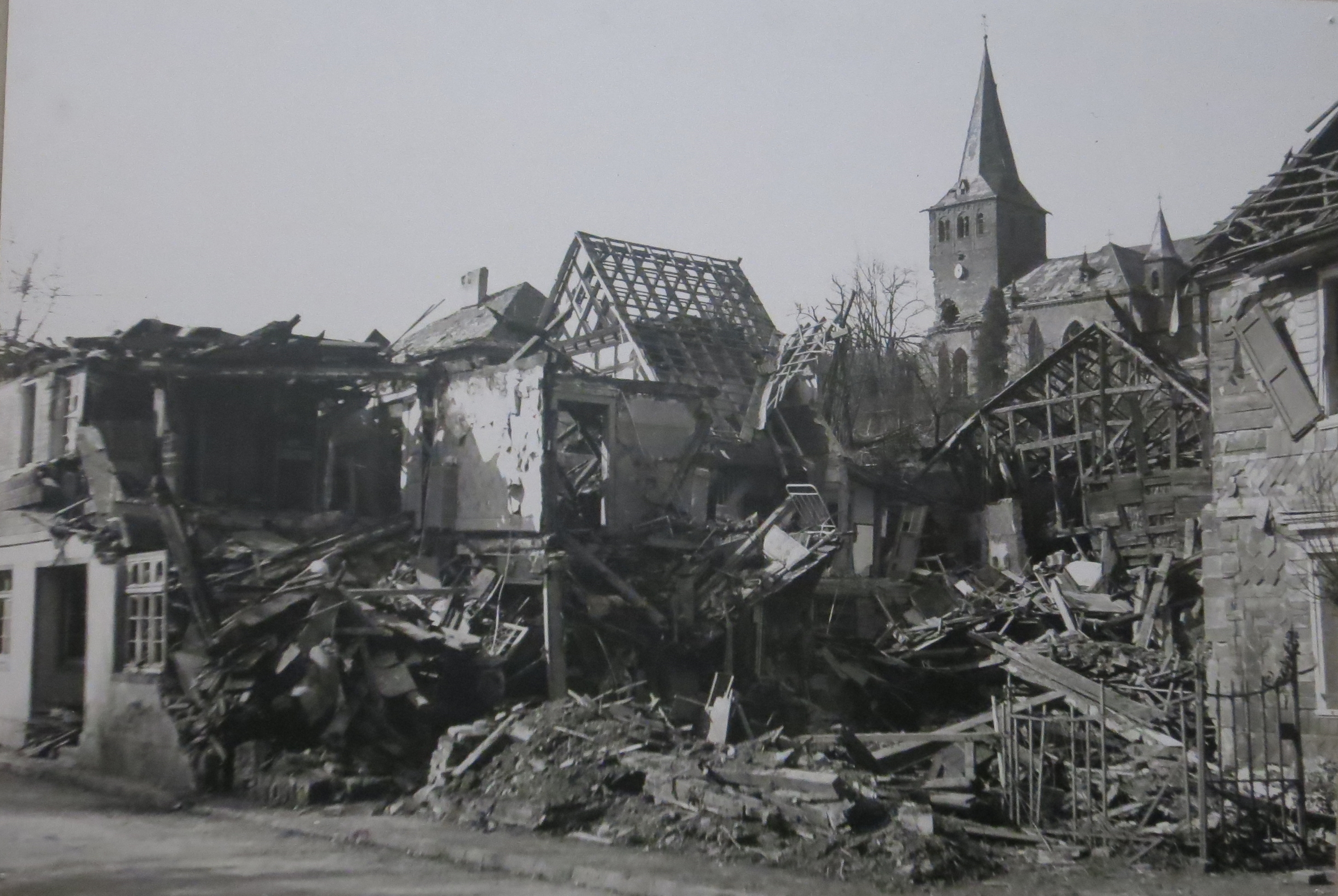
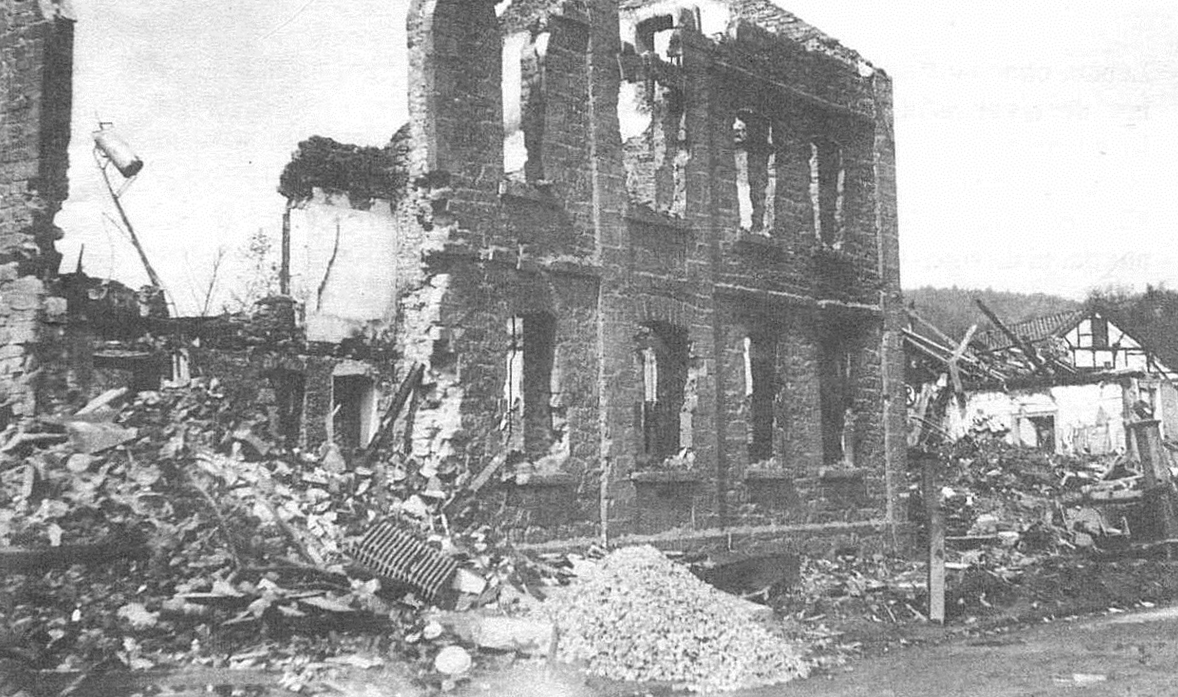
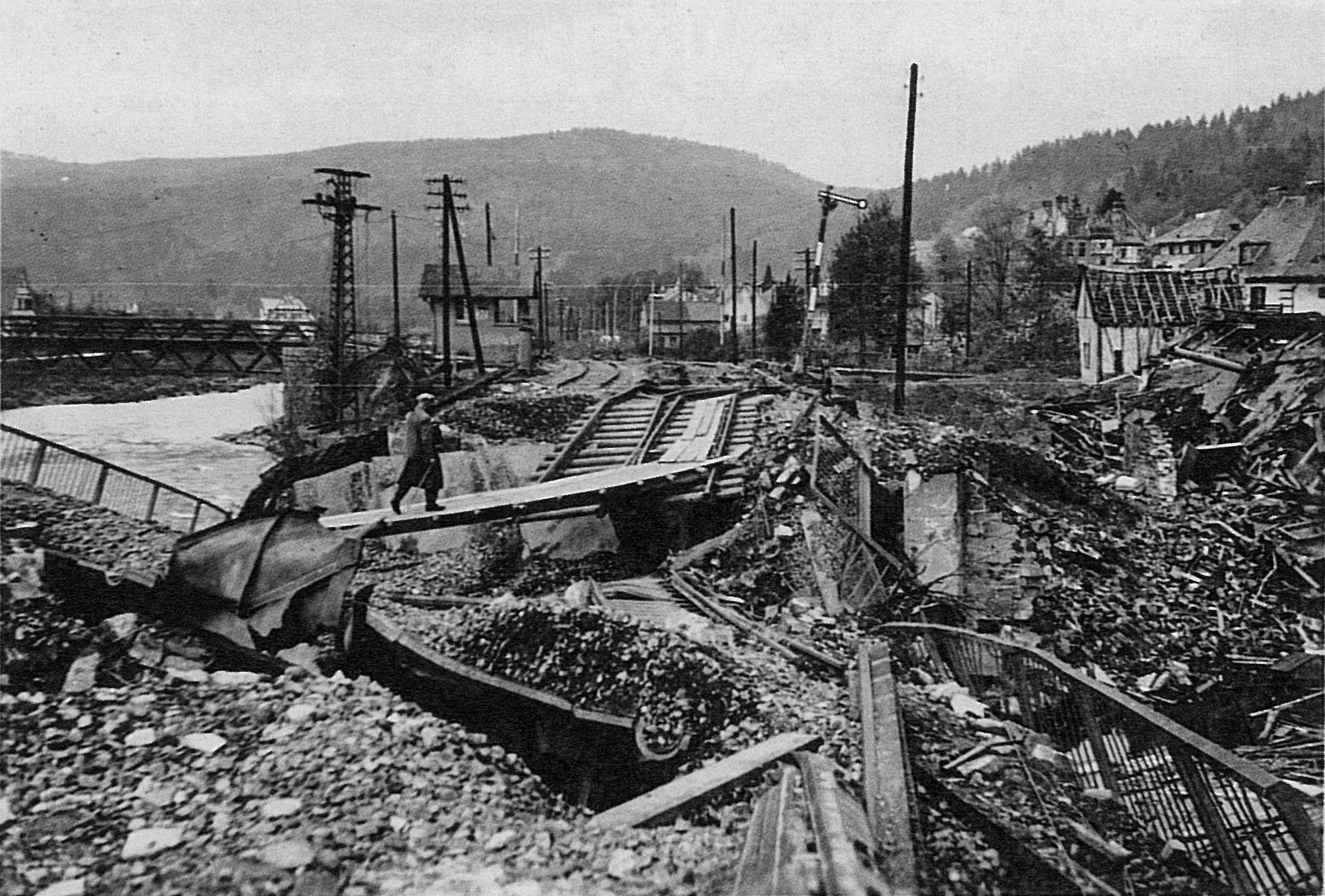
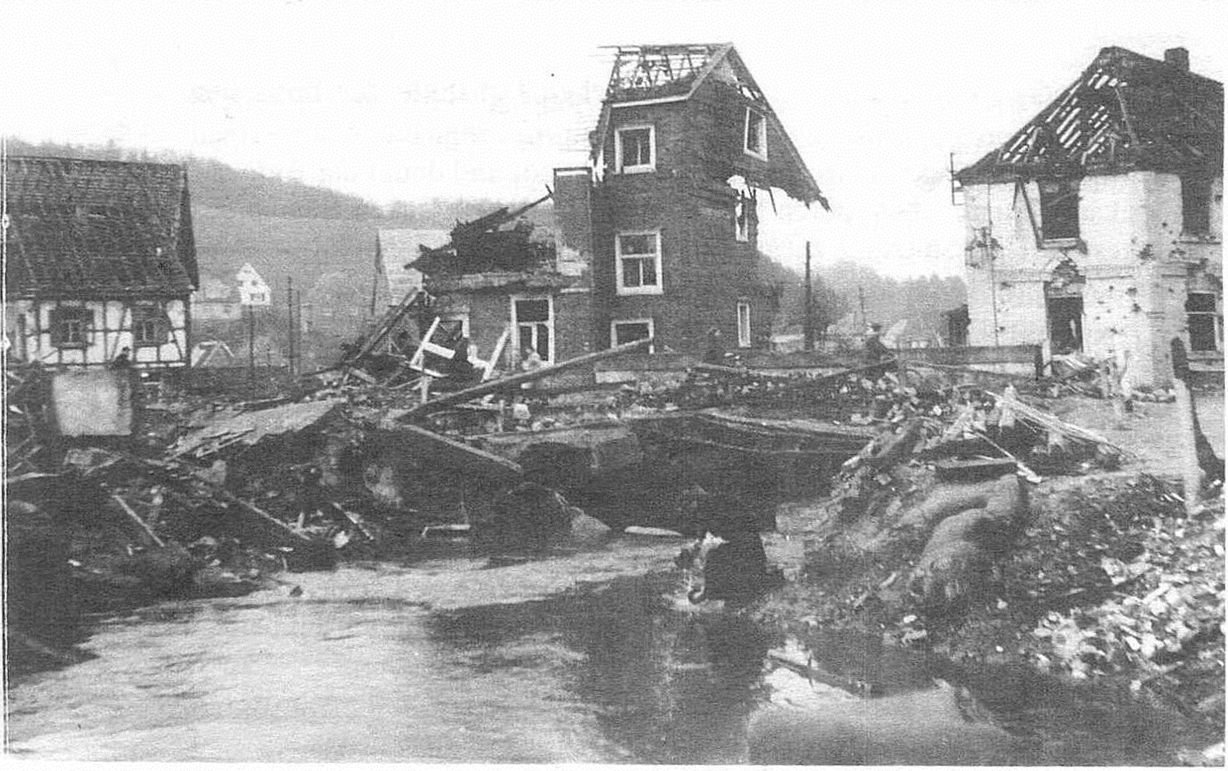

Nach Ende des Zweiten Weltkriegs wurde er am 5. Januar 1946 von der Besatzungsmacht zum Beigeordneten der Amtsvertretung Engelskirchen ernannt. Im Oktober 1946 wählten ihn die Vertreter von Amt und Gemeinde als Nachfolger von Heinrich Raskin zum Bürgermeister von Engelskirchen.
Schiefeling war Mitglied des ersten provisorischen Kreisvorstands der CDU des Rheinisch-Bergischen Kreises.

## Ehrungen
- Der in der Mitte von Engelskirchen gelegene Edmund-Schiefeling-Platz erinnert an den ehemaligen Bürgermeister der Gemeinde.
- Anlässlich des Gedenkens „70 Jahre Bombenangriffe Engelskirchen“ eröffnete die Gemeinde eine Ausstellung mit Fotos von Edmund Schiefeling vom März 1945.

## Werke
- als Coautor: Peter Opladen und Edmund Schiefeling: Engelskirchen im Aggertal, Engelskirchen 1951, unter Mitarbeit von Josef Külheim
- als Herausgeber und Verleger: Engelskirchen muss wiedererstehen!, Schiefeling Verlag, Engelskirchen 1946
- von 1912 bis 1941: in Personalunion Journalist und Redakteur, ab 1917 auch Herausgeber der Tageszeitung Bergische Wacht